# ミスター・メタン
ミスター・メタン（Mr Methane）、本名ポール・オールドフィールド（Paul Oldfield, 1966年 - ）は、イギリスの放屁芸人である。外肛門括約筋を締めたり緩めたりしながら緩急をつけて放屁することにより、音楽や雷鳴・動物の鳴き声などの自然音を奏でる能力を持つ。世界でただ一人の職業放屁芸人であると主張している。

## 経歴

### 青年期
イングランド北西部、チェシャー州のマックルズフィールド生まれ。オールドフィールドが自らの能力を発見したのは15歳、ヨガの練習をしていたときだという。姉に言われてヨガのポーズを取ったオールドフィールドは、肛門から空気を出し入れすることができることに気付いた。翌日、友人たちの前で屁の20連発を披露し好評を得たため、以降、オールドフィールドはこれを持ち芸とした。
放屁芸に専念するようになる以前は、鉄道会社で働いていた。鉄道会社でも同僚に放屁を披露し、好評を得ていた。
1980年代末、ダービーシャーの機関区で働いているとき、オールドフィールドは運転士のポール・ジェンダーズと知り合った。ジェンダーズはマックルズフィールドを本拠に活動するバンドであるThe Screaming Beaversの一員で、バンドの演奏の際にオールドフィールドを招いて芸を披露させた。オールドフィールドは同地のバンド、ザ・マック・ラッズの前座としても放屁芸を披露するようになり、のちにザ・マック・ラッズはアルバム『ザ・ビア・ネセシティーズ』でミスター・メタンを主題とした曲を書いている。緑色と紫色のスーパーヒーロー風の衣装と仮面をつけ、ミスター・メタンと名乗るようになったのもこの時期である。

### 専業へ
芸を専門にした方が稼げるだろう、と上司に言われ、1991年から専業に転じた。
その後、ニューヨークを訪れたミスター・メタンはハワード・スターン・ショーに「British Blaster」として出演、ニューヨークではブロードウェイでも放屁を披露した。
またイギリスのコメディアン、フランク・スキナーとはBBCの番組で共演、『ダ・ドゥー・ロン・ロン』を歌うスキナーに合わせて放屁した。この曲を歌ったクリスタルズのプロデューサーであったフィル・スペクターは、オーストラリアのテレビで放送されたLifetime achievement賞の授賞式のスピーチでこの件を取り上げ、2人はスペクターの芸術作品を奪い、そして汚したと非難した、とスキナーは自伝で記している。
2000年にはアルバム『mr methane.com』を発売した。このアルバムには『美しく青きドナウ』、序曲『1812年』、『白鳥の湖』などの楽曲に独自の味付けを加味した演奏が収録されている。このアルバムはジェスロ・タルの元ドラム担当で、当時ミスター・メタンのマネージャーをしていたバリモア・バーロウがプロデュースした。2004年7月、Q誌は"The 150 Greatest Rock Lists Ever"と題する特別号において、「史上最も奇怪なアルバム」の第2位に『mr methane.com』を選んだ。ほかに自らのレーベルであるB. O. Productions Ltd.から、クリスマスアルバム『Merry Methane』や、『Mr Methane Lets Rip!』をビデオとDVDでリリースしている。
2006年には一時芸をやめていたが、2007年の中頃に再開した。
2009年5月、オールドフィールドはオーディション番組『ブリテンズ・ゴット・タレント』に出演、「屁術を芸術に高める」と宣言、ワルツ『美しく青きドナウ』に合わせて放屁を披露した。これに対し観衆の反応は拒絶反応を示す者、笑いこけている者などさまざまで、審査員のうちピアーズ・モーガンとアマンダ・ホールデンの2人は笑いが止まらなくなっているようだったが、結局3人の審査員全員に×を付けられて不合格となり、2分にもならぬ出演は終了、サイモン・コーウェルには「おぞましい生き物」と評された。2009年10月7日にはRTLが放送する同趣旨の番組『Das Supertalent』に出演、審査員のディーター・ボーレンとBruce Darnellに選ばれセミファイナルに進んだが、セミファイナルでは票を得られず、ファイナル進出はならなかった。

## DVD
- Methane, Mr (2000), Mr Methane Lets Rip! ASIN B00004D03A